# Busted
Busted es un grupo musical de pop rock britántico, proveniente de Essex (Londres), formado por Charlie Simpson, Matt Willis y James Bourne en el año 2000.
Se disolvió en enero de 2005, después de la decisión de Charlie de abandonar el grupo por querer concentrarse plenamente en Fightstar, una banda que había creado tiempo antes y, que según él, le llenaba más que Busted. Por su parte, James formó el grupo Son of Dork (actualmente disueltos), y Matt decidió comenzar una carrera como solista.
El 10 de noviembre de 2015, la banda anunció el regreso de Charlie Simpson al grupo, y un tour por Reino Unido e Irlanda para mayo de 2016.

## Historia

### 2000 - 2002: Inicios
James Bourne y Matt Willis se conocieron en un concierto. Al hacerse amigos, decidieron montar un grupo de música. Después del apoyo conseguido de la discográfica Island Records/Universal, necesitaban a un tercer componente para salir a escena como grupo, y pusieron un anuncio en el periódico para reclutar a los aspirantes en un casting. A él se presentaron, entre otros, Tom Fletcher, actualmente en McFly, que se hizo amigo de James, y Charlie Simpson, que fue el elegido. Se presentó con la canción "Runaway Train", de Soul Asylum, que terminaría versionando Busted.

### 2002 - 2003Busted: ascenso a la fama
Lanzaron su primer disco, de título homónimo, en septiembre de 2002, después de haber lanzado el sencillo "What I Go to School For", ese mismo mes, aunque no fue hasta el sencillo "Year 3000" que las ventas del disco se potenciaron. Con este disco, consiguieron su primer número uno, de la mano del sencillo "You Said No (Crash And Burn)".

### 2003 - 2005:A Present For Everyone
A finales de 2003, lanzaron un nuevo sencillo, llamado "Crashed The Wedding", con el que alcanzaron su segundo número uno, y a fines de ese mismo año, su segundo disco, A Present For Everyone, lo que les permitió llevar a cabo un exitoso tour de arenas alrededor de todo el Reino Unido. Uno de estos conciertos, el del 19 de marzo de 2004, quedó grabado y salió a la venta en el DVD/CD A Ticket For Everyone. 
Durante 2004, lanzaron 2 sencillos más, y un sencillo doble, de los cuales, dos llegaron a número uno (Who's David? y 3AM/Thunderbirds Are Go). Ese mismo año, ganaron dos premios BRIT Awards, como "Mejor Revelación Inglesa" y como "Mejor Acto Pop".

### 2005: Separación
A fines de 2004, Charlie Simpson le comunicó a su manager que dejaba la banda para centrarse en Fightstar, su otro proyecto, alegando que Busted ya no lo llenaba. En enero de 2005, y mediante una conferencia de prensa se anunció que Busted se separaba definitivamente.

### 2005 - 2013: Carreras en solitario, y bandas
Tras la separación de Busted, cada uno siguió su camino. Charlie se centró de lleno en su banda de metal alternativo y post-hardcore llamada Fightstar, la cual tuvo éxito en el Reino Unido. James fundó una nueva banda de punk-pop llamada Son of Dork. En cuanto a Matt, lanzó un álbum como solista y ejerció de presentador de un pequeño programa de la televisión británica.
En 2007, la banda Jonas Brothers versionaron algunos de sus temas. Con "What I Go to School For" y "Year 3000", Jonas Brothers logró un gran éxito, cambiando ciertas partes de estas canciones para Disney Channel.  

### 2009: Rumores de Reunión
A principios de octubre de 2009, Matt Willis escribió en su cuenta de Twitter que tenía unos trabajos "indefinidos" con sus excompañeros James y Charlie y, días después, decía que no contarían con Charlie, ya que, según ellos, hizo cosas despreciables en el pasado. James desmintió los rumores de que se tratara de una reunión de Busted, diciendo que era cierto que trabajarían juntos, pero para otro grupo.

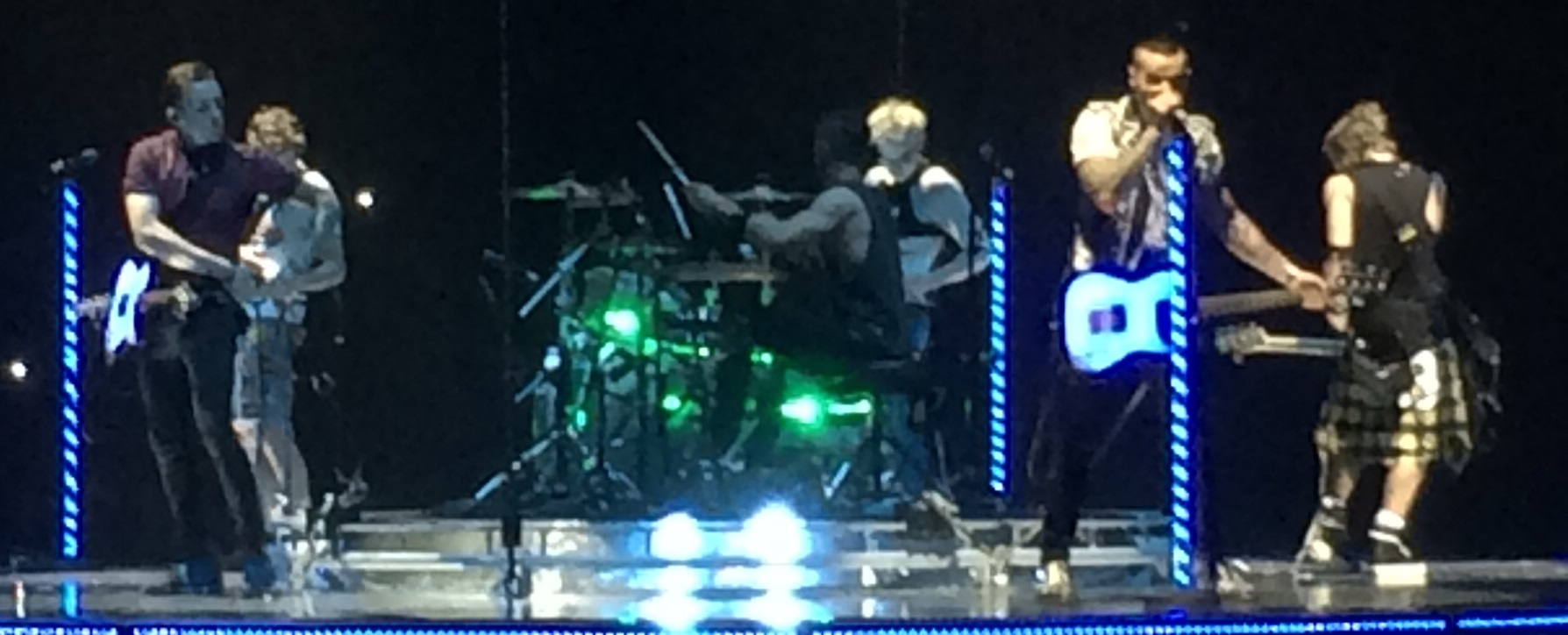
McBusted tocando en 2014

### 2013 - 2015: McBusted
Durante 2013, James fue a visitar a McFly durante un show en Mánchester y, como el show telonero no pudo asistir, se le pidió si él podía cantar algunas canciones para el público, que reaccionó muy positivamente. Al terminar ese show, ya había propuestas para un tour de James y Matt junto a McFly.
Pero no fue hasta mediados de ese año, mientras McFly estaba en su seguidilla de shows aniversario en el Royal Albert Hall, que McBusted toco por primera vez, catapultando a las dos bandas a la fama una vez más.
Se anunció un tour de 11 arenas y, debido a la rápida venta de estas, se añadieron más, hasta culminar el tour con un show en el Hyde Park para más de 50.000 personas a mediados de 2014.
A fines de ese mismo año, McBusted lanzó un álbum y, en abril del otro año, salieron en un último tour de arenas, además de telonear a One Direction.

### 2015 - Actualidad: reunión,Pigs Can FlyyNight Driver

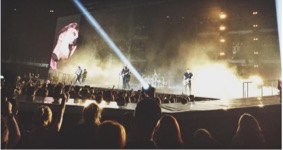
Busted en Glasgow, durante el Pigs Can Fly Tour, en 2016

El 10 de noviembre de 2015, a través de un vídeo en YouTube, se anunció la reunión de Busted. Además, se crearon cuentas de Twitter, Instagram y Facebook para la banda, en las cuales se anunció un nuevo tour alrededor de todo el Reino Unido llamado "Pigs Can Fly" y un nuevo álbum, que saldría a fines del siguiente año.
Como preview y, en agradecimiento por el recibimiento de los fanes, lanzaron la canción "Coming Home" de forma gratuita, posteriormente fue la canción que abrió el "Pigs Can Fly Tour"
El disco fue anunciado para el 11 de noviembre de 2016, aunque su retraso hizo que saliera el 25 de ese mismo mes. El título es Night Driver y el primer sencillo salió en septiembre de 2016, llamado "On What You're On".

## Estilo
Su apariencia en la forma de vestir antes de la primera separación era skater, igual que en el pop-punk. Pero, a pesar de influirse de grupos de pop punk (sobre todo blink-182), su música era pop rock y pop, con influencias del pop punk, así como también estaban influenciados por las armonías vocales de los Beach Boys. Cabe destacar que, A Present For Everyone, tuvo un sonido mucho más punk y menos pop que el debut de la banda. En Night Driver, Busted añade nuevas influencias a su música, mucho más electrónicas y sintetizadas, mientras que, en su último trabajo, el grupo volvió a ondas las roqueras.

## Curiosidades
El 16 de enero de 2005, Charlie Simpson estaba tocando con Fightstar en un concierto. Ya se sabía que Charlie dejaba Busted. Los fanes estaban muy enfadados con Charlie, así que decidieron hacérselo saber; durante el concierto, unas fanes le echaron pintura por encima, pero con ello, pensaron que no tenía suficiente. Más tarde, desde el público, salió volando un objeto en dirección a Charlie, le dio, parecía dolorido y confuso, pero siguió tocando.
Tom Fletcher, originalmente fue aceptado junto a James Bourne, Charlie Simpson y Matt Willis, pero después, la discográfica decidió que, en vez de cuatro miembros, fueran tres, por lo que Fletcher tuvo que irse de la banda.

## Discografía
Álbumes de estudio
- 2002: Busted
- 2003: A Present For Everyone
- 2016: Night Driver
- 2019: Half Way There

## Tours

### Como Busted
- Busted: The Tour (2002-2003)
- Busted: A Ticket For Everyone (2004)
- Busted: Pigs Can Fly Tour (2016)
- Busted: Night Driver Tour (2017)

### Como McBusted (Sin Charlie)
- McBusted Tour (2014)
- McBusted's Most Excellent Adventure Tour (2015)